# بيت المعإبرة (العدين)

تعديل مصدري - تعديل

بيت المعابرة محلة تابعة لقرية الغربي، التابعة لعزلة بلاد المليكي بمديرية العدين إحدى مديريات محافظة إب في الجمهورية اليمنية.، بلغ تعداد سكانها 26 حسب تعداد اليمن لعام 2004.